# Gonzalo Rojas

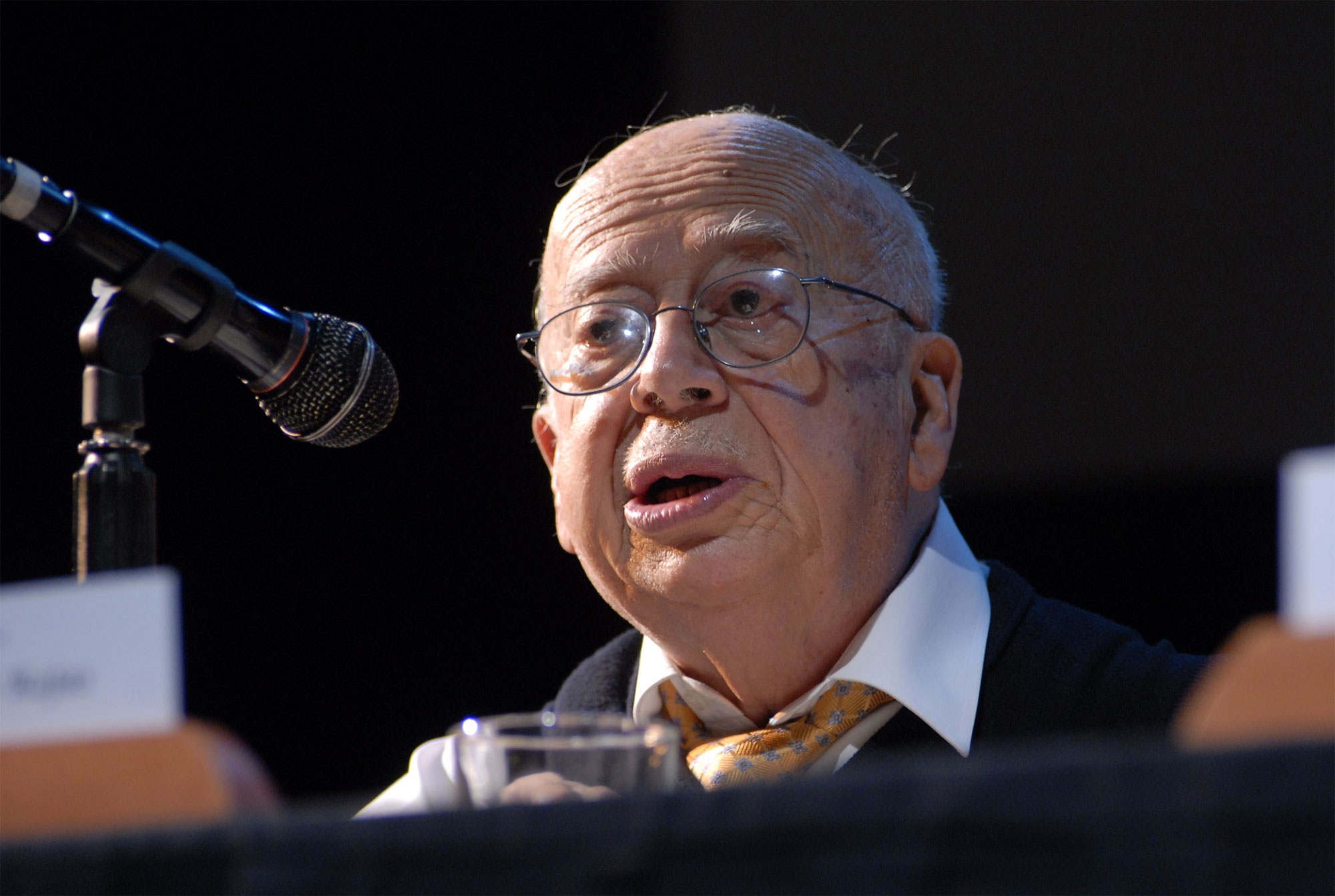
Gonzalo Rojas 2009

Gonzalo Rojas Pizarro (* 20. Dezember 1916 in Lebu; † 25. April 2011 in Santiago de Chile) war ein chilenischer Dichter und Hochschullehrer.

## Leben
Gonzalo Rojas begann schon als Kind zu schreiben. Im Alter von 16 bis 17 Jahren lernte er die Werke von James Joyce, Wladimir Majakowski, Sergei Jessenin und der Dichter der Generación del 27 kennen. Als Jugendlicher hatte er bereits Kontakt zu Vicente Huidobro, Pablo Neruda und zu Pablo de Rokha. Der spätere Präsident Chiles, Eduardo Frei Montalva, damals Journalist, veröffentlichte 1936 erste Texte von Rojas: Essays, unter anderem über Ramón María del Valle-Inclán und Neruda. 1937 begann Rojas ein Jura-Studium, wechselte 1938 zur Erziehungswissenschaft und gründete im selben Jahr mit anderen jugendlichen Intellektuellen eine der damals in Chile zahlreichen Avantgarde-Gruppen, die Madrágora.
1942 ging er nach Santiago, Chiles Hauptstadt, wo er seine erste Frau María Mackenzie heiratete, die den Sohn Rodrigo Tomás zur Welt brachte. 1944 erhielt er eine Anstellung im Kulturministerium. Ein Jahr später begann er, am Deutschen Gymnasium von Valparaíso zu unterrichten. 1946 erhielt sein erster Gedichtband La Miseria del Hombre („Das Elend des Menschen“) den Preis des Chilenischen Schriftstellerverbandes. 1952 erhielt Rojas den Ruf auf den Lehrstuhl für chilenische Literatur und Literaturtheorie an der Universität von Concepción. Er reiste nach Europa, begegnete André Breton und Benjamin Péret, und organisierte 1958 innerhalb der von ihm 1955 initiierten „Sommer-Universität“ in Concepción den „Ersten Nationalen Schriftsteller-Kongress“. Studienreisen führten ihn erneut nach Paris, wo er seine zweite Frau kennenlernte, die Literaturwissenschaftlerin Hilda Ortiz May.
Literatur in Südamerika habe weniger die Funktion eines kulturellen Produktes als die eines Instruments zur mentalen Selbstfindung des Kontinents, so eine These des „Ersten Kongresses lateinamerikanischer Schriftsteller“, die 1962 während eines neuen Kongresses vertieft wurde. Teilnehmer an diesem – laut Carlos Fuentes – Meilenstein in der Geschichte der lateinamerikanischen Literatur waren unter anderem Linus Pauling, Mario Benedetti, Augusto Roa Bastos, Ernesto Sabato, Pablo Neruda, Alejo Carpentier und Fuentes selbst.
1964 wurde Gonzalo, sein zweiter Sohn, geboren. Rojas engagierte sich für Salvador Allende. 1967 veranstalteten junge chilenische Dichter eine Feier aus Anlass seines 50. Geburtstages. 1968 begrüßte Julio Cortázar Gonzalo Rojas als den großen Erneuerer und Retter der Dichtung, doch in Chile meldeten sich Feinde zu Wort, die ihn als „Anarchisten“ oder „Trotzkisten“ denunzierten. Sein politisches Engagement konkretisierte sich: 1970 ernannte ihn Allende zum Kulturattaché in der Volksrepublik China. Doch in den kulturellen Beziehungen tat sich nichts. Rojas beantragte seine Versetzung nach Kuba, wo er 1972 seine Tätigkeit aufnahm. Pinochets Militärputsch setzte allem ein Ende.
Rojas musste ins Exil. Die DDR nahm ihn, Hilda und seinen zweiten Sohn 1973 auf und gab ihm eine Professur an der Universität Rostock. Aber man traute dem unorthodoxen Sozialisten nicht. Er durfte keine Vorlesungen halten, blieb isoliert und notierte seine Verzweiflung in dem Gedicht Domizil an der Ostsee. 1975 verließ Gonzalo Rojas die DDR und nahm eine Gastprofessur in Caracas an. 1977 gehörte er mit Juan Goytisolo und Gabriel García Márquez zur Jury, die Carlos Fuentes den Rómulo-Gallego-Preis verlieh. 1978 hielt er Vorlesungen in Chicago und New York, und 1979 ließ ihn das Pinochet-Regime wieder nach Chile einreisen. Seinen Lehrstuhl erhielt er freilich nicht zurück. Er ließ sich in Chillán in der Region Bío-Bío nieder und verdiente seinen Lebensunterhalt mit Gastprofessuren in den USA.
1988 ehrte die mexikanische Regierung Gonzalo Rojas anlässlich seines 70. Geburtstags, und das Ibero-Amerikanische Institut in Berlin veranstaltete ein Kolloquium mit und über Gonzalo Rojas. 1990 erschien Desocupado lector (Müßiger Leser), 1991 Zumbido (Summen), Antología de aire (Gedichte aus Luft) und Las hermosas. Poesías de amor (Die Schönen. Liebesdichtung), eine Auswahl erotischer Gedichte. 1992 erhielt er aus der Hand der spanischen Königin den Dichterpreis „Reina Sofía“. Ein Jahr danach erschien eine kleine Auswahl seiner Gedichte in deutschen Übersetzung durch den Maler Dieter Masuhr, die weitgehend unbeachtet blieb. 1998 wurde ihm der Octavio-Paz-Preis für Dichtung und Essayistik überreicht. Am 15. April wurde ihm der höchste argentinische Literaturpreis, der Premio José Hernández, verliehen, und im Oktober desselben Jahres bereitete ihm das neue Chile eine Hommage mit einem Kongress an der Universidad de Concepción. Am 23. April 2004 erhielt er in der Aula der Universität Alcalá den Cervantespreis.
Seine Bücher wurden in verschiedenen Ländern Lateinamerikas und in Spanien veröffentlicht, später auch in Übersetzungen unter anderem in den USA, Frankreich, Russland, Schweden und Italien.
2005 erschien in Bremen die deutschsprachige Ausgabe seiner Anthologie Das Haus aus Luft übersetzt von Reiner Kornberger.

## Werke

### Erstausgaben
- La miseria del hombre (1948)
- Contra la muerte (1964)
- Oscuro (1977)
- Transtierro (1979)
- Del relámpago (1981)
- 50 poemas (1982)
- El alumbrado (1986)
- Antología personal (1988)
- Materia de testamento (1988)
- Antología de aire (1991)
- Desocupado lector (1990)
- Las hermosas (1991), Zumbido (1991)
- Río turbio (1996)
- América es la casa y otros poemas (1998)
- Obra selecta (1999)
- No haya corrupción (2003)
- Antologia personal (2004)

### Veröffentlichungen auf Deutsch
- Am Grund von alledem schläft ein Pferd. Gedichte. Büchergilde Gutenberg, Frankfurt am Main 1993, ISBN 3-7632-4109-4
- Das Haus aus Luft. Atlantik, Bremen 2005, ISBN 3-926529-48-2